# Poções (ort)
Poções är en ort i Brasilien.   Den ligger i kommunen Poções och delstaten Bahia, i den östra delen av landet, 800 km öster om huvudstaden Brasília. Poções ligger 764 meter över havet och antalet invånare är 35 254.
Terrängen runt Poções är platt åt sydost, men åt nordväst är den kuperad. Terrängen runt Poções sluttar norrut. Det finns inga andra samhällen i närheten.
Omgivningarna runt Poções är huvudsakligen savann. Runt Poções är det ganska glesbefolkat, med 48 invånare per kvadratkilometer.